# John R. Pillion

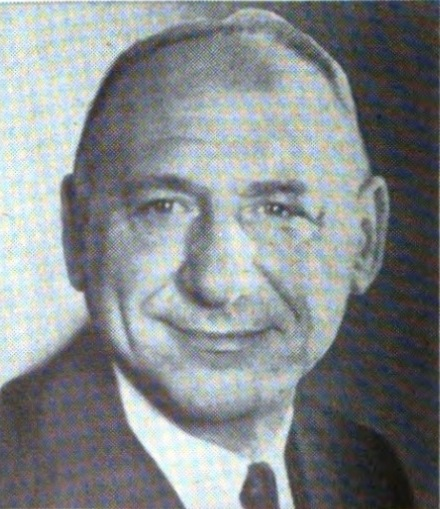
John R. Pillion

John Raymond Pillion (* 10. August 1904 in Conneaut, Ohio; † 31. Dezember 1978 in Eden, New York) war ein US-amerikanischer Politiker. Zwischen 1953 und 1965 vertrat er den Bundesstaat New York im US-Repräsentantenhaus.

## Werdegang
John Pillion besuchte die öffentlichen Schulen in Lackawanna, wohin er bereits im Jahr 1907 mit seiner Familie gezogen war. Anschließend absolvierte er die South Park High School in Buffalo und die Cornell School of Engineering. Nach einem anschließenden Jurastudium an der Cornell University und seiner 1928 erfolgten Zulassung als Rechtsanwalt begann er in Lackawanna in diesem Beruf zu arbeiten. Zwischen 1932 und 1936 amtierte er dort als städtischer Richter. Danach war er zwischen 1936 und 1941 Berater und Steueranwalt der Stadt Lackawanna. Von 1945 bis 1953 fungierte er als Präsident und Finanzchef der Firma Bison Storage & Warehouse Corp in Buffalo. Bereits seit 1935 betrieb er neben seinen anderen Tätigkeiten eine Obst- und Gemüsefarm im Niagara County. Politisch schloss sich Pillion der Republikanischen Partei an. Zwischen 1941 und 1950 gehörte er der New York State Assembly an.
Bei den Kongresswahlen des Jahres 1952 wurde Pillion im 42. Wahlbezirk von New York in das US-Repräsentantenhaus in Washington, D.C. gewählt, wo er am 3. Januar 1953 die Nachfolge von William E. Miller antrat. Nach fünf Wiederwahlen konnte er bis zum 3. Januar 1965 sechs Legislaturperioden im Kongress absolvieren. Seit 1963 vertrat er den 39. Distrikt seines Staates. In seine Zeit als Kongressabgeordneter fielen weitere Ereignisse des Kalten Krieges, der Beginn der Bürgerrechtsbewegung und später der Anfang des Vietnamkrieges.
1964 wurde Pillion nicht wiedergewählt. Nach dem Ende seiner Zeit im US-Repräsentantenhaus praktizierte er bis 1968 wieder als Anwalt. In diesem Jahr strebte er erfolglos seine Rückkehr in den Kongress an. Damals lebte er in Hamburg (New York). Er starb am 31. Dezember 1978 in Eden und wurde in Hamburg beigesetzt.